# Efe Ambrose
Efe Ambrose est un footballeur international nigérian né le 18 octobre 1988 à Kaduna. Il évolue au poste de défenseur central au St Johnstone.

## Biographie
Le 15 février 2019, il rejoint Derby County.
Le 18 février 2020, il rejoint Livingston.
Le 10 septembre 2021, il rejoint St Johnstone.

## Carrière internationale
Ambrose a été membre de l'équipe nationale de football des moins de 20 ans du Nigeria lors de la Coupe du monde U-20 de la FIFA 2007 au Canada,. Il a ensuite représenté l'équipe nationale de football du Nigeria U-23 et a joué deux matchs lors des Jeux olympiques d'été de 2008.
Il a été appelé dans l'effectif de 23 joueurs du Nigeria pour la Coupe d'Afrique des nations 2013. Lors de la Coupe d'Afrique des nations, Ambrose a joué cinq des six matchs du Nigeria, évoluant au poste d'arrière droit, y compris la finale où il a été titulaire. Après le tournoi, Ambrose a été sélectionné dans l'Équipe type du tournoi de la Coupe d'Afrique des nations 2013. Ambrose déclare que remporter la Coupe d'Afrique des nations a été sa plus grande réalisation et l'un des moments les plus importants de sa vie.
Il a été sélectionné pour l'équipe du Nigeria lors de la Coupe des confédérations 2013 et à la Coupe du monde 2014. Ambrose n'a pas été sélectionné depuis 2016, en raison de la perte de sa place au Celtic. Il a joué régulièrement pour Hibernian lors de la saison 2017-2018, mais n'a pas été rappelé pour l'effectif de la Coupe du monde 2018. Cette décision a été critiquée par l'ancien sélectionneur du Nigeria, Samson Siasia, qui estimait que l'expérience d'Ambrose aurait été utile.

## Style de jeu
Ambrose a souvent joué en tant que milieu de terrain défensif pour l'équipe nationale de football du Nigeria et peut également jouer en tant que défenseur central ou arrière droit, ce qu'il a fait dans la Premier League israélienne au FC Ashdod. Un défenseur central joueur de ballon, Efe est connu pour sa maîtrise en possession. Il effectue généralement un salto arrière après avoir marqué un but,,.

## Palmarès

### En club
| - Bayelsa United FC - Championnat du Nigeria : - Vainqueur : 2009.[réf. nécessaire] |  | - Kaduna United FC - Coupe du Nigeria : - Vainqueur : 2010.[réf. nécessaire] |  | - Celtic Glasgow - Championnat d'Écosse : - Vainqueur : 2013, 2014, 2015 et 2016. - Coupe d'Écosse : - Vainqueur : 2013. - Coupe de la Ligue écossaise : - Vainqueur : 2015. |  | - Hibernian FC - Championnat d'Écosse de D2 : - Vainqueur : 2017. |  | - Livingston - Coupe de la Ligue écossaise - Finaliste en en 2021 |

### En sélection nationale
| - Nigeria olympique - Medaille d'argent aux JO 2008 |  | - Nigeria - Coupe d'Afrique des nations : - Vainqueur : 2013. |

### Distinction personnelle
- 2013 : Présent dans l'équipe type de la CAN.

## Statistiques
| Saison                | Club                      | Championnat           | Championnat | Championnat | Coupe nationale | Coupe nationale | Coupe de la Ligue | Coupe de la Ligue | Compétition(s) continentale(s) | Compétition(s) continentale(s) | Compétition(s) continentale(s) | Sélection         | Sélection | Sélection | Total | Total |
| Saison                | Club                      | Division              | M.          | B.          | M.              | B.              | M.                | B.                | Comp.                          | M.                             | B.                             | Équipe            | M.        | B.        | M.    | B.    |
| 2007-2008             | Kaduna United FC          | 2                     | -           | -           | -               | -               | -                 | -                 | -                              | -                              | -                              | Nigeria -20 ans   | 4         | 0         | 4     | 0     |
| 2008-2009             | Bayelsa Untited FC (prêt) | 1                     | -           | -           | -               | -               | -                 | -                 | -                              | -                              | -                              | Nigeria olympique | 2         | 0         | 2     | 0     |
| 2009-2010             | Kaduna United FC          | 1                     | -           | -           | -               | -               | -                 | -                 | -                              | -                              | -                              | -                 | -         | -         | 0     | 0     |
| 2010-2011             | MS Ashdod                 | 1                     | 31          | 1           | 3               | 0               | 5                 | 0                 | -                              | -                              | -                              | Nigeria           | 4         | 0         | 43    | 1     |
| 2011-2012             | MS Ashdod                 | 1                     | 35          | 2           | 4               | 2               | 4                 | 0                 | -                              | -                              | -                              | Nigeria           | 9         | 0         | 52    | 4     |
| 2012-2013             | MS Ashdod                 | 1                     | 1           | 0           | -               | -               | 3                 | 0                 | -                              | -                              | -                              | -                 | -         | -         | 4     | 0     |
| 2012-2013             | Celtic Glasgow            | 1                     | 27          | 3           | 5               | 0               | 2                 | 0                 | C1                             | 7                              | 0                              | Nigeria           | 14        | 1         | 55    | 4     |
| 2013-2014             | Celtic Glasgow            | 1                     | 38          | 2           | 2               | 0               | 1                 | 0                 | C1                             | 11                             | 1                              | Nigeria           | 13        | 0         | 65    | 3     |
| 2014-2015             | Celtic Glasgow            | 1                     | 26          | 0           | 3               | 0               | 2                 | 0                 | C1+C3                          | 5+6                            | 0                              | Nigeria           | 5         | 1         | 47    | 1     |
| 2015-2016             | Celtic Glasgow            | 1                     | 21          | 0           | 2               | 0               | 2                 | 0                 | C1+C3                          | 3+3                            | 0                              | Nigeria           | 5         | 2         | 36    | 2     |
| 2016-2017             | Celtic Glasgow            | 1                     | 0           | 0           | 0               | 0               | 0                 | 0                 | C1                             | 2                              | 0                              | -                 | -         | -         | 2     | 0     |
| 2016-2017             | Hibernian FC              | 2                     | 7           | 1           | 1               | 0               | 0                 | 0                 | -                              | -                              | -                              | -                 | -         | -         | 8     | 1     |
| Total sur la carrière | Total sur la carrière     | Total sur la carrière | 186         | 9           | 20              | 2               | 19                | 0                 | -                              | 37                             | 1                              | -                 | 57        | 4         | 319   | 16    |

## But international
| Buts internationaux d'Efe Ambrose (1) | Buts internationaux d'Efe Ambrose (1) | Buts internationaux d'Efe Ambrose (1) | Buts internationaux d'Efe Ambrose (1) | Buts internationaux d'Efe Ambrose (1) | Buts internationaux d'Efe Ambrose (1) | Buts internationaux d'Efe Ambrose (1) | Buts internationaux d'Efe Ambrose (1) |
|                                       | Date                                  | Lieu                                  | Adversaire                            | Score                                 | Résultat                              | Compétition                           |                                       |
| ------------------------------------- | ------------------------------------- | ------------------------------------- | ------------------------------------- | ------------------------------------- | ------------------------------------- | ------------------------------------- | ------------------------------------- |
| 1.                                    | 13 octobre 2012                       | UJ Esuene Stadium, Calabar, Nigeria   | Liberia                               | 1-0                                   | 6-1                                   | Qualifications CAN 2013               |                                       |